# Victory Boogie-Woogie
Victory Boogie-Woogie és l'última obra del pintor abstracte holandès Piet Mondrian. Inacabada el 1944, des de 1998 ha estat en la col·lecció del museu Gemeentemuseum de la Haia. Va ser comprat pel preu de 80 milions de florins (aproximadament 35 milions d'euros) del col·leccionista americà Samuel Irving Newhouse, que havia comprat l'obra a Emily i Burton Tremaine per 12 milions de dòlars a la dècada dels 80. Va ser comprat pel Stichting Nationaal Fonds Kunstbezit (Fundació Nacional d'Art) a través d'un regal del Dutch Central Bank, commemorant la introducció de l'euro. Aquesta quantitat va crear controvèrsia a la Tweede Kamer.

## Altres quadres de Piet Mondrian
- Arbre Gris
- Broadway Boogie-Woogie